# Universidad Centroccidental Lisandro Alvarado
Die Universidad Centroccidental Lisandro Alvarado, kurz UCLA, ist eine staatliche Universität Venezuelas mit Sitz in Barquisimeto, Bundesstaat Lara.
Die Hochschule wurde 1962 als Centro Experimental de Estudios Superiores (CEDES) gegründet. 1967 firmierte sie als Universidad de la Región Centro Occidental, bevor sie 1979 ihren heutigen Namen erhielt. Folgende Studienbereiche sind eingerichtet:
- Betriebswirtschaft und Verwaltung
- Landwirtschaft
- Tiermedizin
- Naturwissenschaft und Technologie
- Humanitis % Arts
- Bauingenieurwesen
- Medizin und Pflege